# 동궁과 월지
경주 동궁과 월지(慶州 東宮과 月池, 영어: Donggung Palace and Wolji Pond, Gyeongju)는 대한민국 경상북도 경주시 인왕동에 있는 경주 월성의 별궁 터이다. 935년에 신라가 멸망한 후 이 곳에 기러기와 오리 떼가 날아와서 기러기 안(雁)자와 오리 압(鴨)자를 써서 예전에는 안압지(雁鴨池)로 불렀다가, 유물 발굴 결과 신라시대 때 '월지'라고 불렸다는 것이 확인되어 2011년에 경주 동궁과 월지라는 명칭으로 변경되었다.

## 명칭
동궁과 월지는 안압지라는 명칭으로 알려져 있었다. 935년에 신라가 멸망한 후 월지는 관리가 안된 채 방치되어 있었다. 조선 시대에는 폐허가 된 이 곳에 기러기와 오리들이 날아들자, 조선의 묵객들이 안압지(雁鴨池)라는 이름을 붙였다. 안압지라는 명칭은 조선 초기에 간행된 《동국여지승람》과 《동경잡기》등에 나타나고 있다.
1980년에 이 곳에서 발굴된 토기 파편 등을 조사한 결과, 신라 시대에 이 곳이 월지(月池)라고 불렸다는 사실이 확인되었다. 이는 신라 왕궁인 반월성(半月城)과 가까이 있었기 때문이며, 임해전의 이름도 본디 월지궁이었다고 한다.  《삼국사기》에 동궁을 임해전(臨海殿), 즉 바다에 면한 건물이라고 불렀다는 기록이 있으며, 여기에서 안압지는 바다를 상징한다. 동궁과 월지 북동쪽에 있는 경주 황룡사지로 가는 도로명도 "임해로"로 명명되었다.
2011년 7월 안압지에서 경주 동궁과 월지로 명칭이 변경되었다.

## 현지 안내문
안압지 서쪽에 위치한 신라 왕궁의 별궁터이다. 다른 부속건물들과 함께 왕자가 거처하는 동궁으로 사용되면서 나라의 경사가 있을 때나 귀한 손님을 맞을 때 이곳에서 연회를 베풀었다고 한다. 신라 경순왕이 견훤의 침입을 받은 뒤, 931년에 왕건을 초청하여 위급한 상황을 호소하며 잔치를 베풀었던 곳이기도 하다.
신라는 삼국을 통일한 후 문무왕 14년(674)에 큰 연못을 파고 못 가운데에 3개의 섬과 못의 북·동쪽으로 12봉우리의 산을 만들었으며, 여기에 아름다운 꽃과 나무를 심고 진귀한 새와 짐승을 길렀다고 전해진다.『삼국사기』에는 임해전에 대한 기록만 나오고 안압지에 대해서는 아무런 언급이 없는데, 조선시대 『동국여지승람』에서 “안압지의 서에는 임해전이 있다”라고 기록되어 있어, 현재의 자리를 안압지로 추정하고 있다.
일제시대에 철도가 지나가는 등 많은 훼손을 입었던 임해전 터의 못 주변에는 회랑지를 비롯해서 크고 작은 건물터 26곳이 확인되었다. 그 중 1980년에 임해전으로 추정되는 곳을 포함하여 서쪽 못가의 신라 건물터로 보이는 5개 건물터 중 3곳과 안압지를 복원하여 오늘에 이르고 있다.
이곳에서는 많은 유물들이 출토되었는데, 그 중 보상화무늬가 새겨진 벽돌에는 ‘조로 2년(調露 二年, 680)’이라는 글자가 새겨져 있어 임해전이 문무왕 때 만들어진 것임을 뒷받침해주고 있다. 대접이나 접시도 많이 나왔는데, 이것은 신라무덤에서 출토되는 것과는 달리 실제 생활에 사용되었던 것으로 보인다.
임해전은 별궁에 속해 있던 건물이지만 그 비중이 매우 컸던 것으로 보이며 안압지는 신라 원지(苑池)를 대표하는 유적이다.

## 역사
월지는 신라가 삼국 통일을 이룬 직후인 문무왕 14년(674년)에 황룡사 서남쪽 372m 지점에 조성되었다. 큰 연못 가운데 3개의 섬을 배치하고 북쪽과 동쪽으로는 무산(巫山)을 나타내는 12개 봉우리로 구성된 산을 만들었는데 이것은 동양의 신선 사상을 상징한 것이라고 전해지고 있다. 섬과 봉우리에는 아름다운 꽃과 나무를 심고 진귀한 동물을 길렀다는 가장 대표적인 신라의 원지(苑池)이다. 5년 후인 679년에는 별궁인 동궁을 이에 건축한다.
왕궁에 딸린 연못으로 서쪽에 별궁인 임해전이 있으며, 동쪽과 북쪽은 굴곡이 심한 곡면을 이루고 있고, 연못 안에는 3개의 섬이 있다. 별궁인 임해전과 여러 부속건물은 나라의 경사가 있을 때나 귀한 손님을 맞을 때 이 곳을 바라보면서 연회를 베풀기도 하였던 곳이다.
| 왕조            | 연도 | 기록 |
| --------------- | ---- | --- |
| 문무왕 14년 2월 | 674  | 二月宮內穿池造山種花草養珍異禽獸 궁 내에 못을 파고 가산을 만들고, 화초를 심고 진이한 금수를 길렀다 |
| 문무왕 19년 8월 | 679  | 創造東宮始定內外諸門額號 동궁을 짓고 궁궐 안팎 여러 문의 이름을 지었다 |
| 효소왕 6년 9월  | 697  | 宴君臣於臨海殿 임해전에서 군신들에게 연회를 베풀었다 |
| 경덕왕 11년 8월 | 752  | 東宮衙景德王十一年置上大舍一人次大舍一人 동궁아를 경덕왕 11년에 설치하고 상대사 1인, 차대사 1인을 두었다. |
| 혜공왕 5년 3월  | 769  | 燕君臣於臨海殿 임해전에서 군신들에게 연회를 베풀었다 |
| 소성왕 2년 4월  | 800  | 暴風木折蜚瓦臨海仁化二門壞 폭풍으로 인해 나무가 부러지고 기왓장이 날아가고 임해문과 인화문이 파괴되었다. |
| 애장왕 5년 7월  | 804  | 重修臨海殿新作東宮萬壽房 임해전을 중수하고 새로 동궁 만수방을 지었다 |
| 헌덕왕 14년 1월 | 822  | 以母弟秀宗爲副君入月池 동복아우 수종을 부군으로 삼고 월지궁에 들였다 |
| 문성왕 9년 2월  | 847  | 重修平議臨海二殿 평의전과 임해전을 중수하였다 |
| 헌안왕 4년 9월  | 860  | 王會君臣於臨海殿 왕이 임해전에 군신을 모았다 |
| 경문왕 7년 1월  | 867  | 重修臨海殿 임해전을 중수하였다 |
| 헌강왕 7년 3월  | 881  | 燕君臣於臨海殿酒桿上鼓琴左右進歌詞極歡而罷 임해전에서 군신들에게 연회를 베풀어 주연이 무르익자 왕이 거문고를 타고 좌우에서 노래를 부르며 매우 즐겁게 놀고 파하였다 |
| 경순왕 5년 2월  | 931  | 太祖率五十餘騎至京畿通謁王與百官郊迎入宮相對曲盡情禮置宴於臨海殿 태조가 기병 50여명을 거느리고 수도 근방에 이르러 만나기를 요청하였다. 왕이 백관과 더불어 교외로 나 와 맞이하고 궁으로 들어와 마주 대하며 정성을 다하여 극진히 예우하고 임해전에 모셔 연회를 베풀었다 |

## 발굴

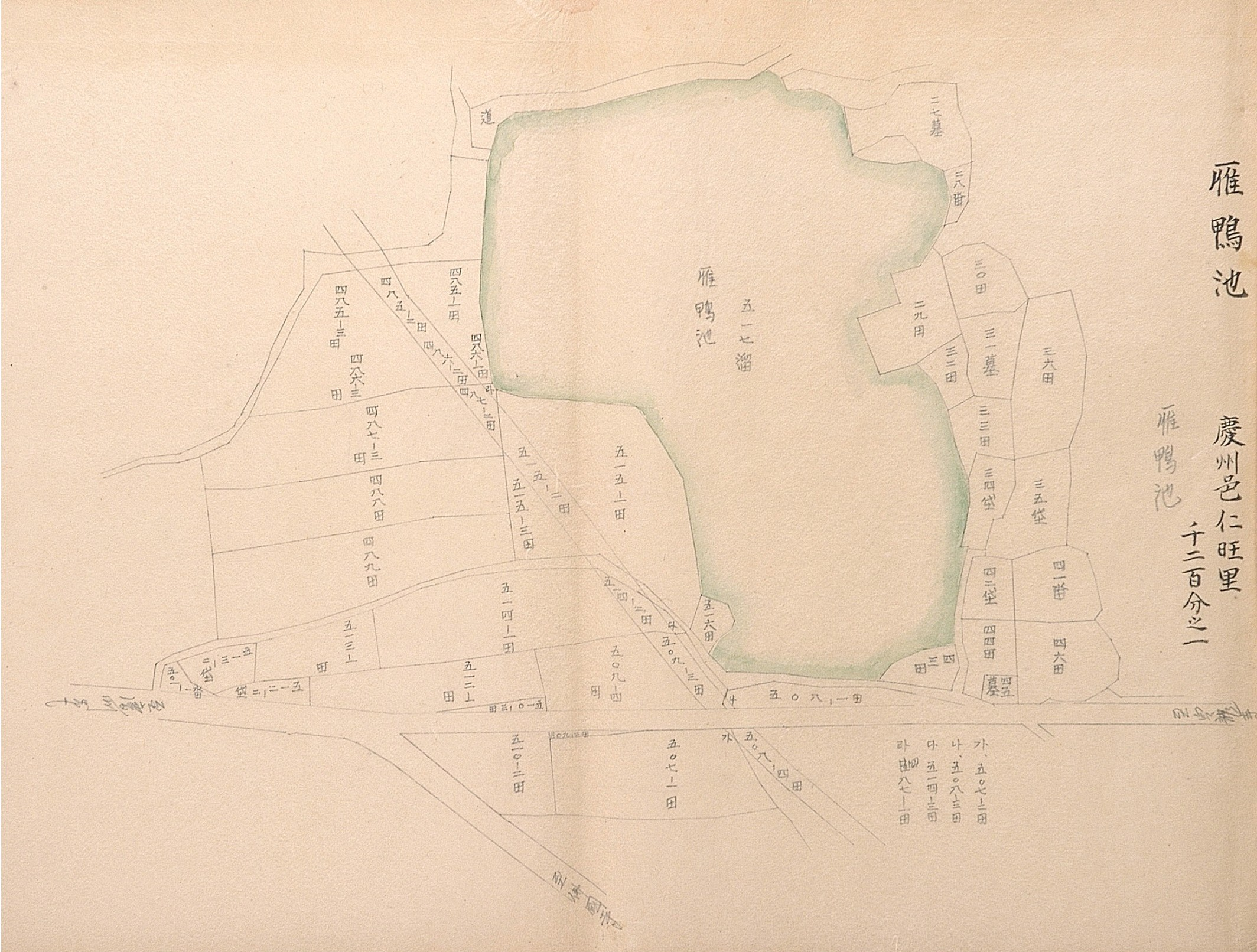
일제강점기에 안압지를 조사하여 만든 평면도

### 일제 강점기
동궁과 월지 부근에 대한 최초의 조사 자료는 후지시마 가이지로가 1929년부터 2주 동안 경주의 신라시대 도성지와 사지를 조사한 내용을 담은 《조선건축사론》에 실려 있다. 이 때 월성의 건축에 대한 내용에서 안압지와 임해전지에 대해 간단히 다루고 있다. 이 글에서는 월지에 접한 건물지 1동을 임해전지로 비정하고 신라시대 궁전에 대해 알 수 있는 유일한 예 로 언급하였으며, 임해전지와 안압지를 《삼국사기》 기사에 등장하는 동궁이나 월지와 구분하여 병렬적으로 나열하였다.:30

### 1970년대

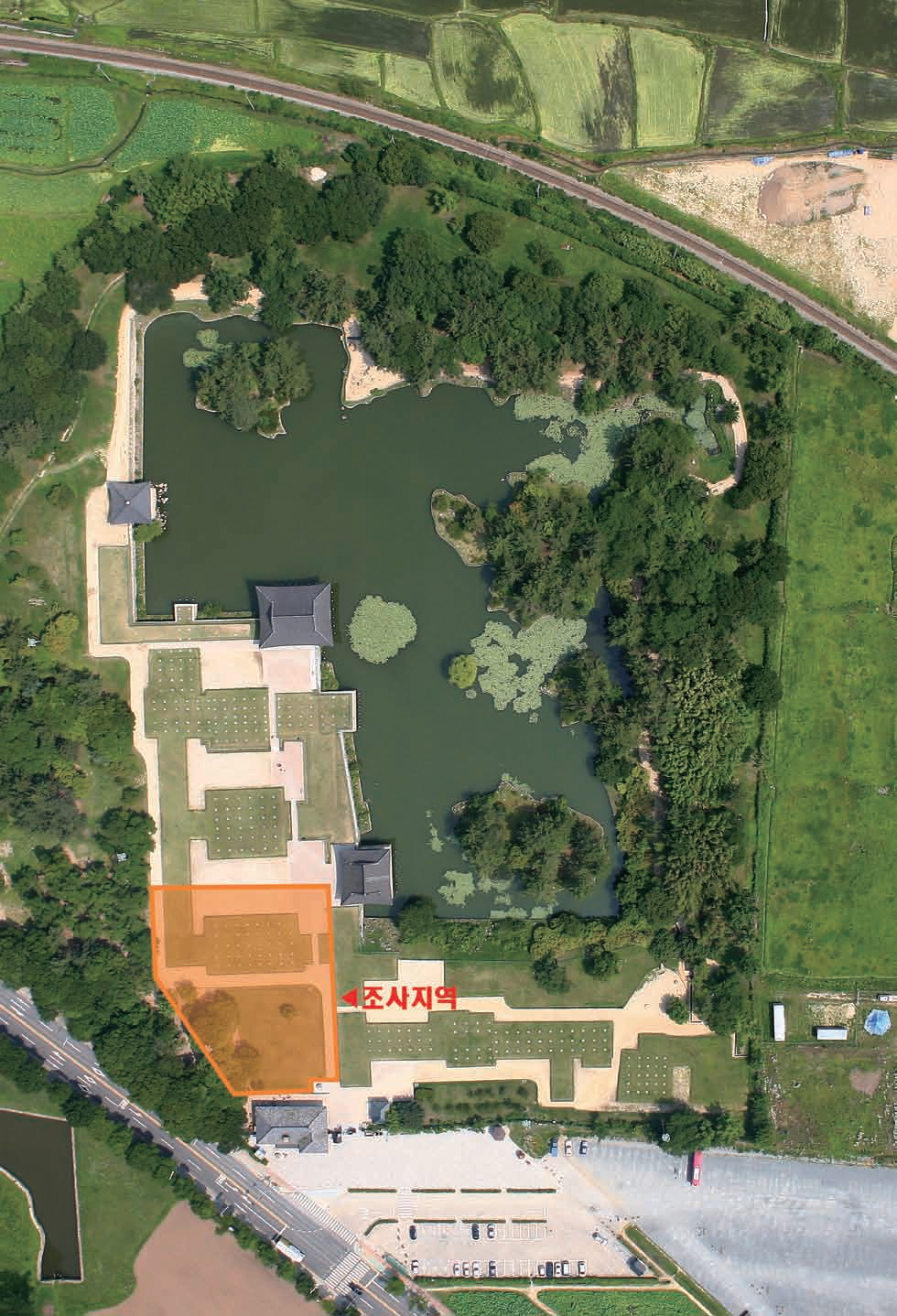
동궁과 월지의 항공사진. A 건물지가 표시되어 있다.

안압지가 다시 주목받게 된 것은 1975년의 일이다. 경주시는 당시 방치되어있던 안압지를 1974년 11월부터 정화사업을 통해 깨끗이 정리하기 시작한다. 이 때 경주사적관리소가 담당하여 호수 중심부에 2 m 가량의 트렌치를 내고 조사를 실시한다.:44 그러나 조사 도중 12월 16일에 명문 기와 등 다량의 신라시대 유물이 드러나게 되고, 문화재위원회 및 문화재 관리국에 이를 보고하여 경주고적발굴단이 1975년 3월 24일부터 본격적인 발굴을 시작한다.:45
발굴조사는 크게 연못에 대한 조사와 연못 주변 건물지 조사로 나누어 실시되었다. 연못에 대한 발굴조사는 1975년 3월 24일부터 다음 해인 1976년 3월 25일까지 만 1년간 지속되었으며, 연못 주변 건물지 발굴조사는 1976년 5월 10일부터 그 해 12월 30일까지 실시되었다.:47 이 때의 발굴 내역은 1978년 《안압지 발굴조사보고서》로 출판되었다.
월지 서편과 남편에서 일련의 건물지들이 확인되었으며, 이 때 서편의 A건물지에 대한 발굴기록을 정리한 것이 2018년에 보고서로 발간되었다.

### 21세기

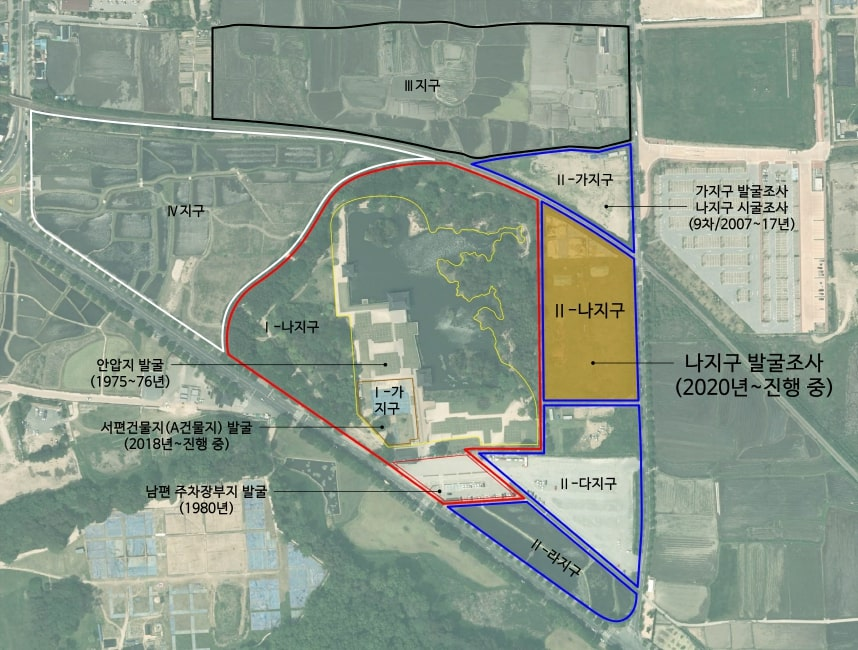
동궁과 월지 발굴조사 현황 및 구역별 위치도

2007년, 국립경주문화재연구소는 동궁과 월지 북동쪽 일대에 대한 중장기 발굴조사 계획을 수립하였으며, 그 결과 동궁과 월지의 영역과 동궁 내 대형 건물지군, 담장, 배수로 등 동궁 관련 시설을 확인하였다. 이중 일부 구간에 대한 조사성과를 2012년과 2014년에 각각 《경주 동궁과 월지 Ⅰ》과 《경주 동궁과 월지 Ⅱ》로  공개하였다.
2020년에는 《경주 동궁과 월지 Ⅲ》보고서에서 동궁과 월지 북동쪽 지역 중 '가'지구에 대한 조사내역을 발표하였다.
‘가’지구는 약 6,500m2 면적으로, 월지 북동쪽으로 지나가는 동해남부선 철로 북쪽 공간에 해당한다. 남북 담장을 중심으로 2기의 대형 적심 건물지와 깊이 10m가량의 대형 우물, 창고시설로 추정되는 줄기초 건물지 등이 발굴된 곳이다.
《경주 동궁과 월지 Ⅲ》에는 ‘가’지구 안에 있는 담장으로 나눠진 공간들과 그 공간 안의  건축유구의 구조와 배치 등에 대한 조사 결과가 주를 이루었다. 크고 작은 건물지 40동과 담장, 우물, 배수로 등 조사과정에서 확인한 각종 생활시설, 기와와 벽돌, 토기와 도기, 금속유물 등 591점의 선별된 유물이 수록됐다.
특히, 조사구역 남쪽에서 확인된 29호 건물지는 화장실 건물 내에 변기시설, 오물 배수시설까지 함께 발굴되어 신라 왕궁의 화장실 유구인 것으로 확인됐다. 화장실 유구는 초석건물지 내에 변기가 있고, 변기를 통해 나온 오물이 잘 배출되어 나갈 수 있도록 점차 기울어지게 설계된 암거(暗渠)시설까지 갖춘  복합 변기형 석조물이 있는 구조이다. 이와 같은 변기형 석조물은 신라에서는 불국사에서, 백제에서는 익산 왕궁리 유적에서 확인된 바 있다. 변기형 석조 구조물은 양 다리를 딛고 쪼그려 앉을 수 앉는 판석형 석조물과 그 밑으로 오물이 밖으로 나갈 수 있게  타원형 구멍이 뚫린 또 다른 석조물이 조합된 형태이며, 구조상 변기형 석조물을 통해 내려간 오물이 하부의 암거로 배출되었던 것으로 여겨진다.
특히 고급석재인 화강암을 가공하여 만든 변기시설과 오물 제거에 수세식 방식이 사용된 점, 변기 하부와 오물 배수시설 바닥에 타일 기능의 전돌(쪼개어 만든 벽돌)을 깔아 마감한 점에서 통일신라 왕궁에서 사용된 고급 화장실의 모습을 보여주는 사례로 이해된다.
‘가’지구에서 나온 인골의 DNA 조사와 분자유전학적 분석 결과, 같이 출토된 각종 동물(사슴, 개, 소, 남생이, 상어 등)의 뼈와 식물(밤나무, 복사나무, 잣나무, 참외 씨앗 등)의 유체 조사도 이루어졌다. 이로써 인골 분석을 통해서 당시 살았던 사람들이 벼, 보리, 콩 등의 작물과 단백질을 얻기 위해 소, 개, 사슴 등을 섭취했던 결과를 확인하는 등 당시 사람들의 식생활을 알 수 있었으며, 동·식물유체 분석을 통해 인근에 서식하던 동물들과 소나무 숲으로 이뤄진 주변 식생 등도 추정하였다.
한편, 국립경주문화재연구소는 2018년에 ‘가’지구에 대한 기본정비계획을 마련하여 해당 유적 내 중요 유구에 대한 정비·활용안을 관련 지자체에 제안한 바 있으며, 2020년부터 ‘나’지구 발굴조사를 시작할 것이라고 밝혔다.

## 유적

### 월지

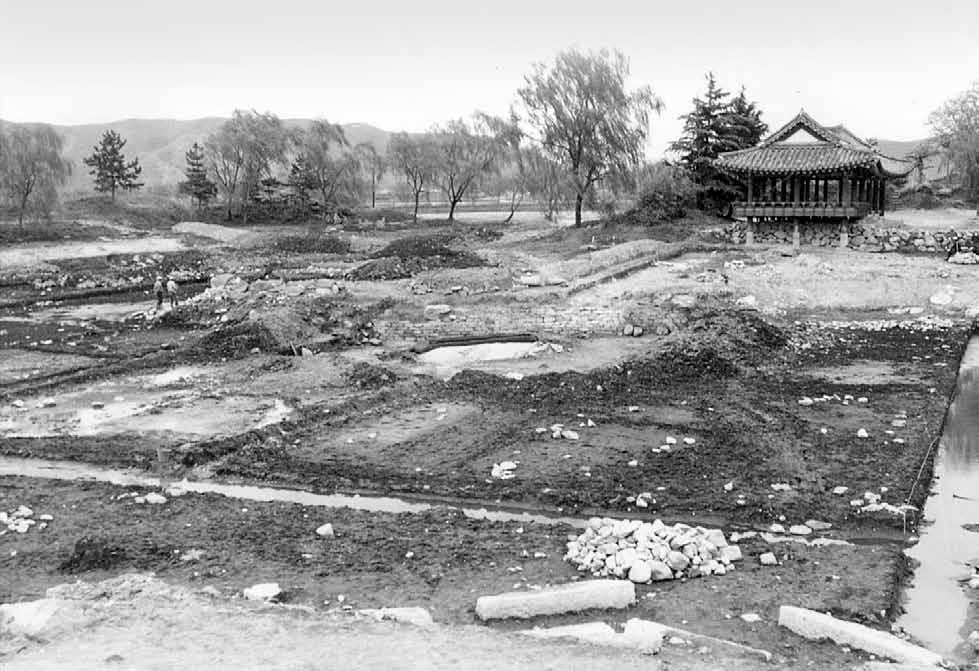
월지의 바닥에 여러개의 트렌치가 조성되어 있다.

연못의 발굴조사는 연못 호안의 석축유구를 확인하는 것과 출토유물을 확인하는 것을 목표로 진행되었다. 발굴에 앞서 동궁과 월지의 주변은 현황대로 기록되었고, 이 실측도에 따라 먼저 연못 서안西岸으로부터 남북 폭 2.5m의 트렌치 120개소를 설정하였다. 발굴조사는 설정된 트렌치 구간에서 실시되었다. 발굴조사와 함께 연못 전 구역에 동서 및 남북 의 기준점 및 기준선 설정 측량작업도 이루어졌다. 기준점은 남북 및 동서가 각 10m로 구획되어 10m 방안이 되도록 하였다. 방안으로 구획된 각 트렌치 사이에는 1m폭의 둑을 남기고 서안 북쪽으로부터 남쪽을 향하여 조사를 진행하였다. 이렇게 발굴이 진행되면서 각 트렌치에서는 많은 유물들이 발견되었고 연못 호안주변에서 석축이 노출되기 시작하여 알 수 없었던 호안석축의 축조공법과 그 내용이 확인되었다.
건물지 기단 석축은 물에 잠긴 부분과 물 위에 노출된 부분의 축석 기법이 다르다. 물에 잠긴 부분은 모두 괴석塊石으로 면만 골라 쌓았으며, 수면 위에 노출된 부분은 대부분 길고 높은 장대석을 정연하게 맞추어 쌓았다. 그러나 장대석 기단 석축은 거의 파괴되어 밑에 한·두 단만 제 위치에 남아 있다. 건물지 주위 연못 속에는 장대석 외에 주좌가 있는 초석들이 다수 흐트러져 있었고 돌난간 부재도 출토되었다.
연못의 남동 모서리에서는 2단 수조水槽로 구성된 입수구를 확인하였다. 수조 양 쪽에는 넓적한 판석을 깔고, 그 아래는 3단으로 구분하여 물 흐름에 변화를 주었다. 입수구 쪽  계단식으로 쌓아 올리고 연못 바닥에는 큰 판석을 깔았다. 출수구는 중도의 동북모서리에서 확인되었다. 호안 석축 면에 장대석을 기초로 놓고 그 위에 높이 1.8m의 장방형 판석을 세우고, 판석에 상중하 세 개의 구멍을 뚫어 물높이를 조절하였다.

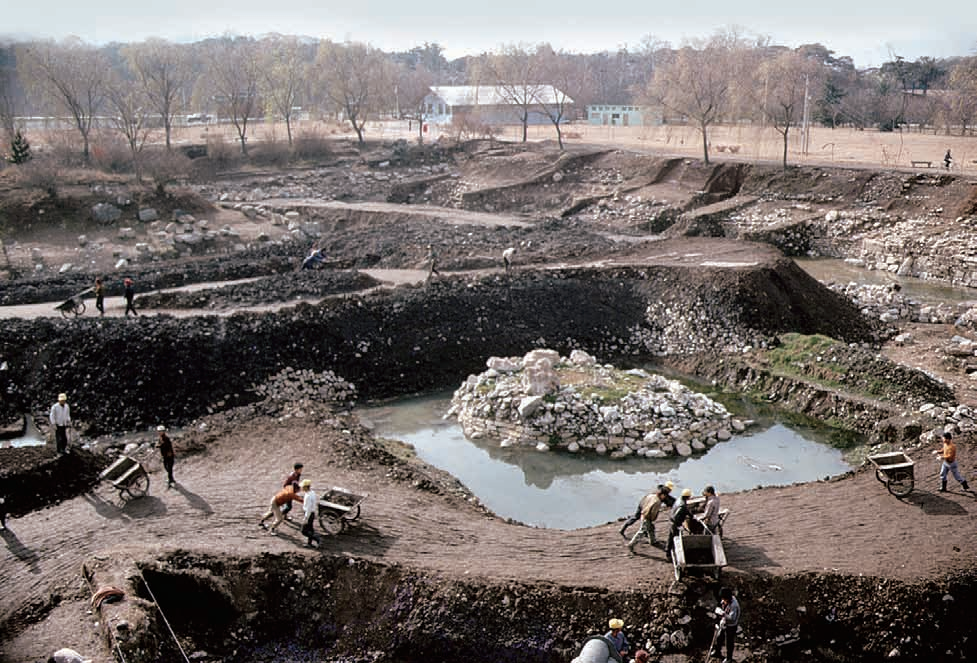
서안 석축 밑에 소도가 보인다.

또한 크기가 다른 세 개의 섬이 확인되었다. 대도는 연못 남쪽에 있으며, 중도는 대도와 대칭 방향인 연못의 서북쪽에서 확인되었다. 소도는 못의 한 가운데에서 약간 남쪽으로 치우친 곳에 위치한다. 대도에서 소도까지의 거리는 102m, 대도에서 중도까지의 거리는 160m이다. 세 섬은 전부 연못 안에 인공적으로 만든 것이다. 높이 1.7m 내외로 쌓은 석축 위에 흙으로 가산假山을 만들고 그 위에 자연괴석 등을 놓았으며, 석축 아 래에는 큰 냇돌을 등간격으로 놓아 호안 석축을 받치고 있는 형태로 축조되었다.

### 건물지
연못 발굴조사 완료 후 연못 주변의 서편 및 남편 건물지 발굴조사가 실시되었다. 연못 서편 건물지에 대한 조사에서는 서쪽 호안 석축과 접한 5개의 독립된 건물지와 그 서편으로 독립된 건물지 여섯 개를 비롯하여 문지門址와 장랑지長廊址 등 많은 건물지와 배수로 시설이 확인되었다. 각 건물지는 회랑廻廊으로 둘러싸이거나 회랑으로 연결되어 있고, 중심 건물지 좌우로는 익랑으로 이어져 있다. 회랑으로 둘러싸인 건물 배치는 남북으로 긴 장방형으로 그 속에 다시 세 공간으로 나누어져 있어 조선시대 궁궐 배치와 아주 유사하다. 서쪽의 호안 석축에 돌출되어 노출된 다섯 개의 건물지는 연못 내의 세 개 섬과 굴곡진 호안을 바라볼 수 있어서 연회나 휴식을 위한 건물이었던 것으로 추정한다.
연못의 남편에서는 크고 작은 13개의 건물지와 9개의 원장垣墻 시설이 확인되었다. 연못 남쪽 호안 석축으로부터 약 30~60m 떨어진 범위에서 확인되었으며, 동서 범위는 120m에 걸쳐 조사되었다. 대부분의 건물지는 독립건물지이거나 상호 관련된 것으로, 대규모의 독립 건물과 장랑長廊 형식의 건물지, 그 부속 건물로 추정하고 있다. 그 외 중복 건물지와 소규모이거나 규모가 불분명한 건물지가 확인되었다.
이 때 동서 200 m, 남북 180 m의 대형 연못과 건물지군이 확인되었으며 '월지月池'라는 명문이 새겨진 유물과 '동궁東宮'이라는 명문이 새겨진 유물이 다수 출토된다. 또한 679년인 의봉4년개토儀鳳四年皆土라 적힌 기와 역시 출토되어 그 조성 시기를 알 수 있었다. 이는 《동국여지승람》의 기록과도 일치한다.
서편 건물지 중 A건물지에 대한 보완조사가 2018년에 이루어졌는데, 정면 7칸에 측면 4칸짜리 건물로, 중심부에 적심이 발견되지 않아 정전의 기능을 한 것으로 추정되었다. 또한 장경호가 발굴되어 그 연대가 7세기 중후엽으로 동궁의 축조시기와 일치함이 확인되었다.

### 유물
동궁과 월지에서 유물은 주로 연못 서편에 있는 5개소 건물지를 중심으로 연못 안쪽 반경 6미터 거리 내의 바닥 토층인 갯벌층에서 출토되었다. 유물의 종류는 크게 와전류瓦塼類, 토기류土器類, 금속류金屬類, 목제木製·칠기류漆器類, 철제류鐵製類 등으로 나누어 볼 수 있으며, 수량은 총 3만여 점에 달한다.

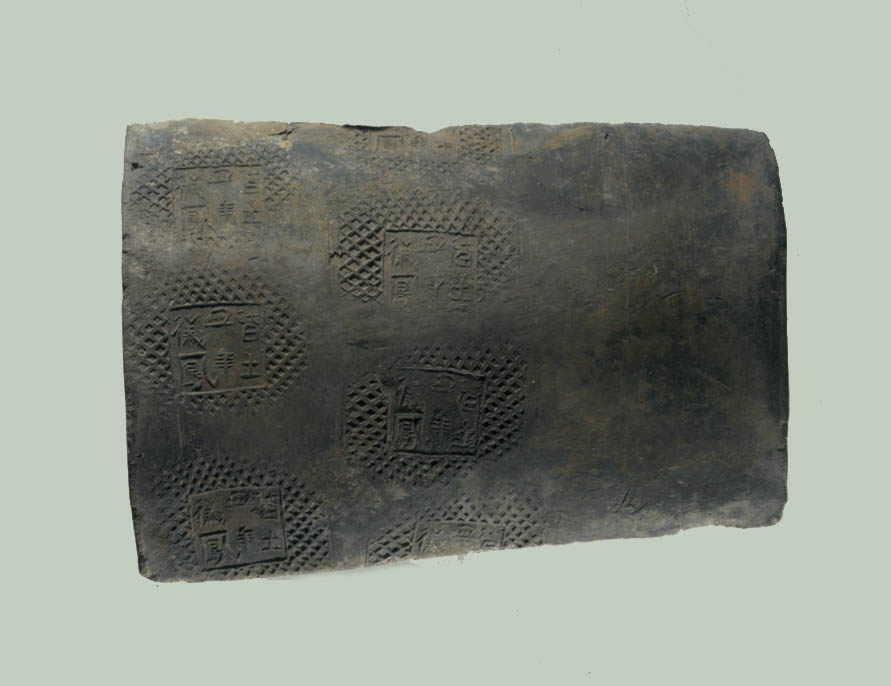
의봉사년개토가 적혀있다.

이 유물들 중에서 가장 많이 출토된 것은 단연 와전류이다. 기와편에 보이는 문양의 종류는 100여 종이 넘으며 전돌 역시 20여종에 달한다. 그 외에 치미편鴟尾片을 비롯하여 귀면와, 이형와 등 5,700여 점이 출토되었다. 와전류는 주로 서편 건물지 아래 연못 바닥면에서 수습하였으며, 보상화문 전편塼片 중에는 측면에 “조로2년 한지벌부군 약소사.....3월 3일 작강調露二年漢只伐部君若小舍.....三月三日作康”이라 음각된 문양전도 있어서 불확실했던 보상화문전의 제작 연대도 확실하게 알 수 있었다. 또 암키와 등 문양에 양각으로 “의봉4년개토儀鳳四年皆土”라 새겨진 명문 기와가 출토됨으로써 기와의 제작연대를 알 수 있게 되었다. 이 외에 모서리 암키와, 곱새기와, 회첨 막새 등의 특수기와도 출토되었다.
목칠류도 1,100여 점 이상 확인되었다. 목재류에는 목선과 건축부재, 묵서명 목간木簡, 주령구 등이 있고 칠기로는 쟁반형 칠기류, 찬합 등이 있다. 목선은 연못 동안 중심부 북편 호안석축 아래 연못 바닥면에서 뒤집힌 채 완형으로 출토되었다. 배의 크기는 길이 5.9m, 너비 1.2m, 높이 60cm 가량이다. 이 목선은 장목 3편을 길이로 연접시켰는데, 선수船首와 선미船尾 부근에서 빗장을 끼우듯이 연결시켰다. 빗장목은 참나무이고 목선은 소나무이다. 완형의 목선 외에도 3점의 목선편이 더 확인되었고, 목제 노櫓가 다수 출토되었다.
이 외에 주사위, 남근, 용도 미상의 목편들이 상당 수 출토되었다. 주사위는 크기 5×6.5cm의 14면체인데 각 면마다 명문이 음각되어 있다. 또한 길이 17cm, 직경 3.8cm의 목조 남근이 완형으로 출토되었다.

#### 주령구

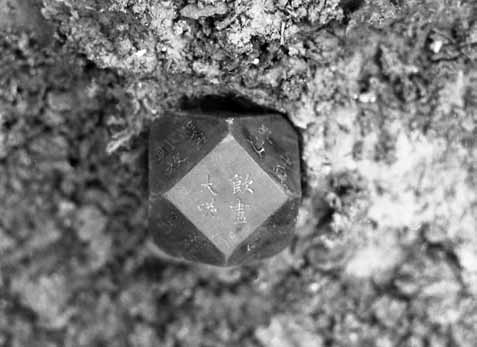
주령구의 발굴 당시 모습

주령구(酒令具)는 1975년에 출토된 정사각형 면 6개와 점추이 육각형 면 8개로 이루어진 14면체 주사위이다. 정사각형 면의 면적은 6.25평방센티미터, 육각형 면의 면적은 6.265평방센티미터로 확률이 거의 1/14로 균등하게 되어 있다. 재질은 참나무이다. 각 면에는 다양한 벌칙이 적혀 있어 신라인들의 음주 습관의 풍류를 보여주고 있다. 출토된 진품은 서울연구소에서 유물 보존 처리도중 목질을 경화하는 장치에서 기기 오작동으로 화재가 발생해 불타 소실되었다.

## 복원 및 논란

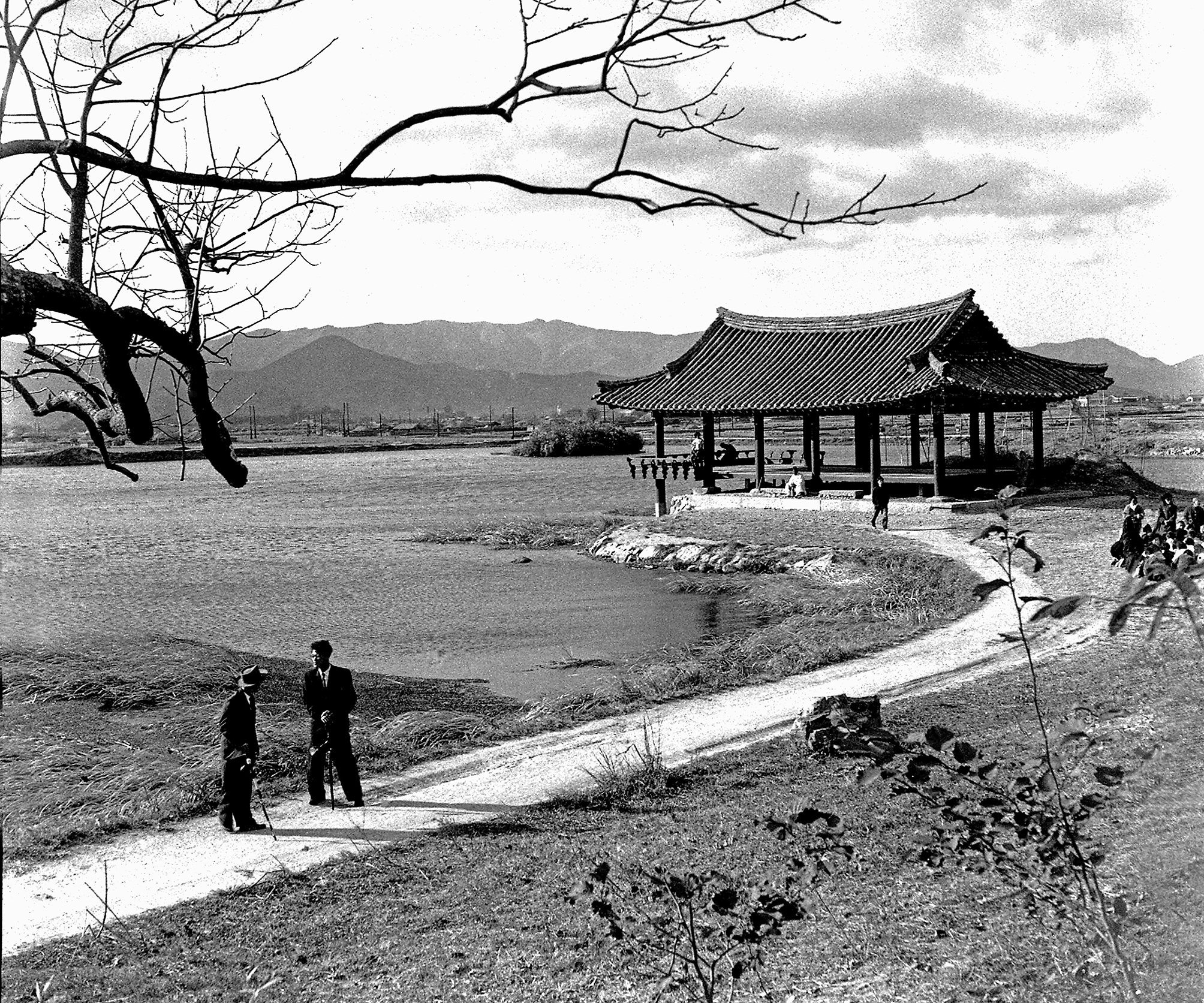
1954년 동궁과 월지

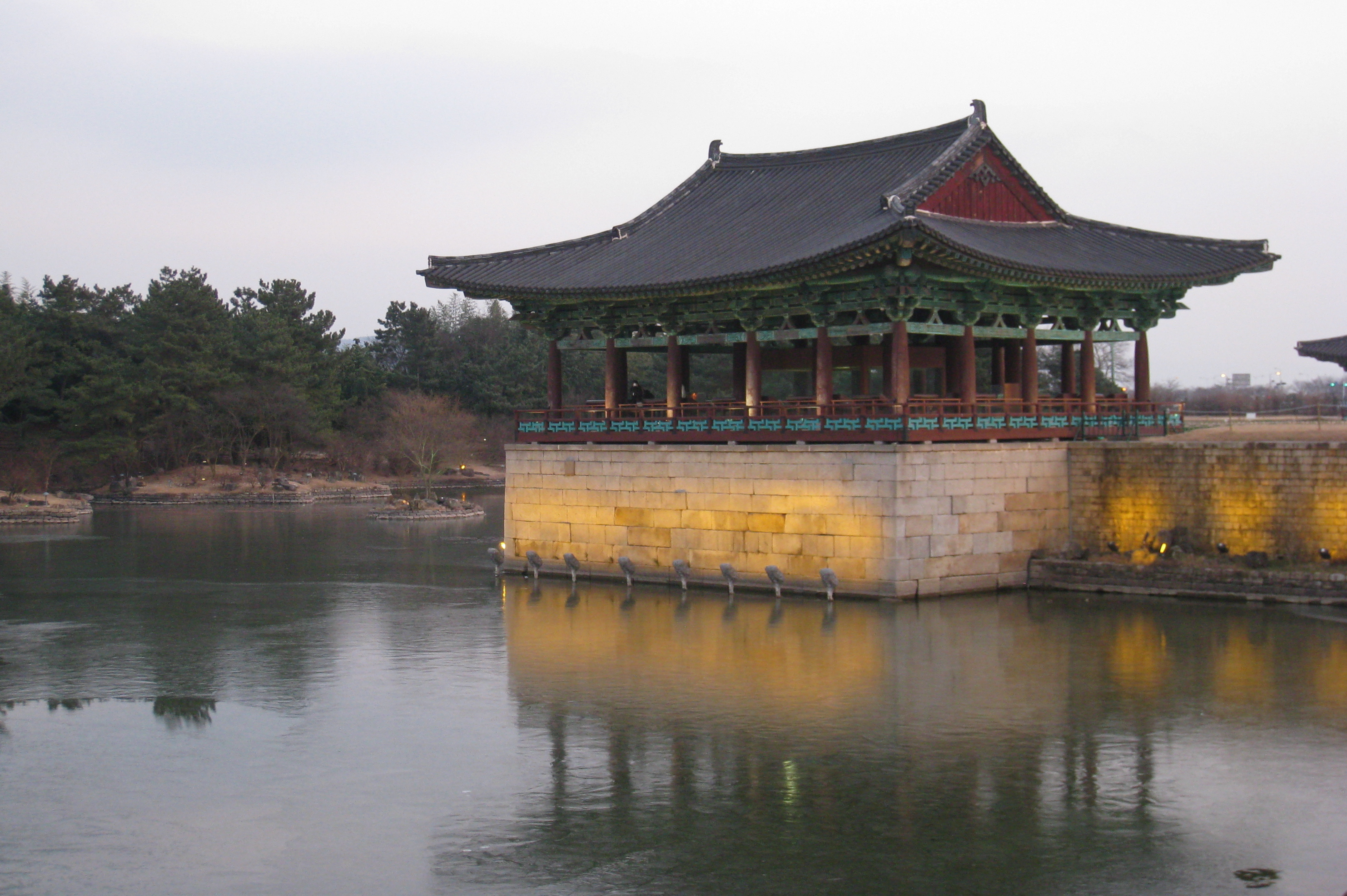
복원 후 동궁과 월지

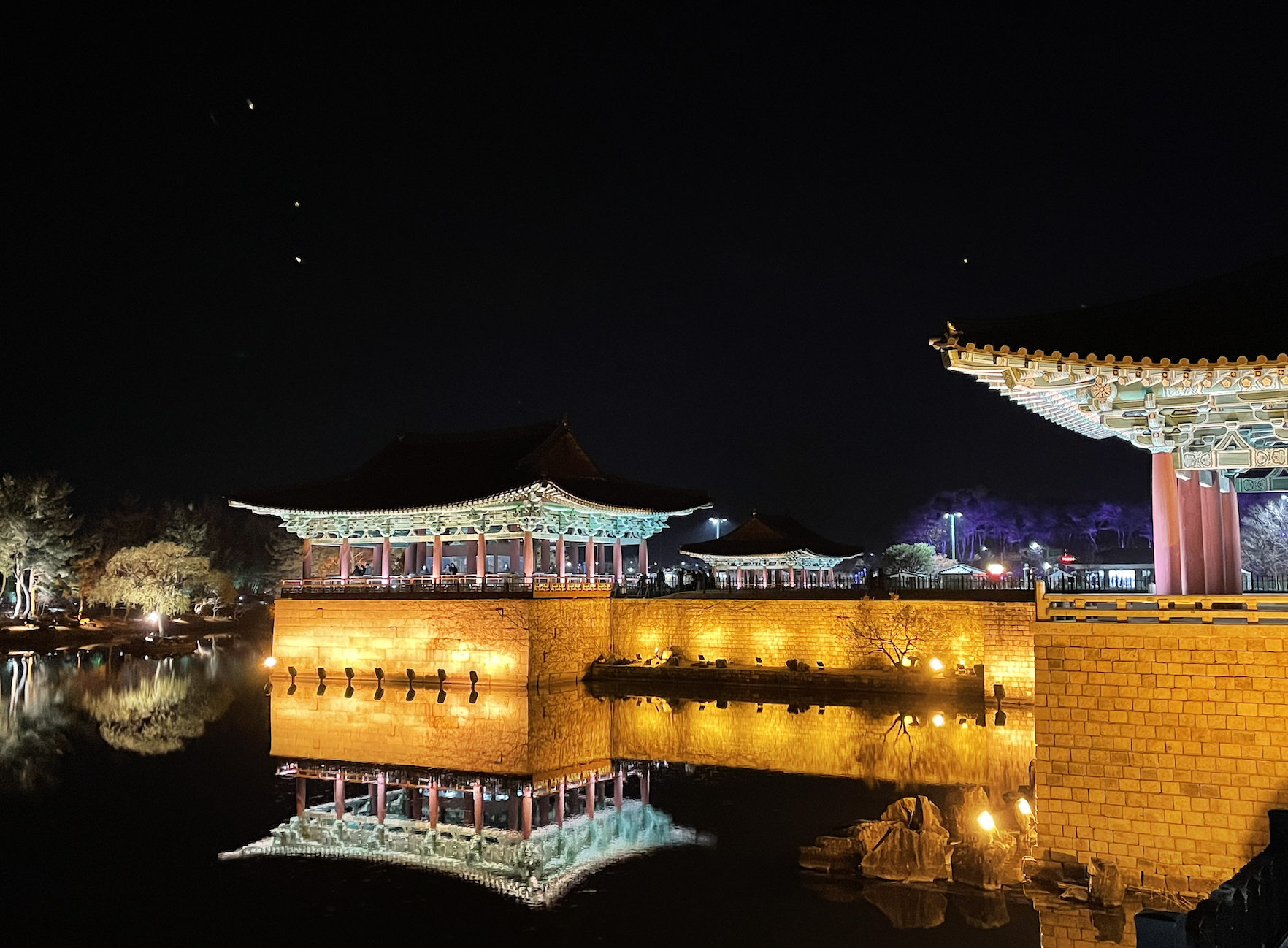
동궁과 월지 (야경)

1976년까지의 복원을 통해 알게 된 유적지의 위치와, 획득한 자재들을 토대로 문화공보부 문화재관리국은 동궁과 월지의 복원을 시작한다. 이 때 3개의 전각을 복원했는데 이후 더 복원하지 않았다.
이에 따라 현재는 안압지의 세 전각이 우선 복원된 상태인데, 일부에서는 복원을 잘못했다고 지적하고 있다. 전각의 구조는 그럭저럭 원형의 모습을 최대한 반영하여 복원한 것 같지만, 예를 들면 안압지에서 출토된 화려한 금속 장식물들을 전혀 활용하지 않았다는 것이다. 신라시대의 궁궐 건축물은 금속 장식물로 사치를 부리는 것을 경계했던 조선시대와는 달리 서까래나 난간 끝에 일일이 금동으로 된 장식 마개 등을 달았고, 덕분에 햇빛이 비치는 날은 건물이 금빛으로 번쩍거렸을 것이다. 그러나 이러한 유물들이 출토되어 버젓이 경주박물관 월지관에 전시중임에도 불구하고 복원된 건물에는 하나도 쓰이지 않았다. 기와의 경우 섬세하게 조각된 장식기와를 활용한 것은 좋지만 마무리가 좀 어설픈 편이다. 단청의 경우에도 논란이 되는데, 일반적으로 고려 말~조선시대부터 유행한 상록하단 단청을 입혀놨기 때문입니다. 다만 발굴된 단청 항아리에 녹색 안료가 포함되어 있었으므로 상록하단의 경향이 삼국시대에 없었다고 단정할 수는 없고 신라시대에 어떤 단청을 칠했는지에 대한 확실한 자료가 없어서 이 부분은 결론이 안 나는 상황이다.
경주시는 2010년부터 630억원 정도를 들여 신라왕경복원사업의 일환으로 동궁과 월지 복원사업을 추진하고 있었는데, 유네스코 역시 상기한 바와 마찬가지로 충분한 고증이 없는 현 상태에서 무리한 복원을 추지하는 것에 대해 반대의견을 표출했다.

## 사진

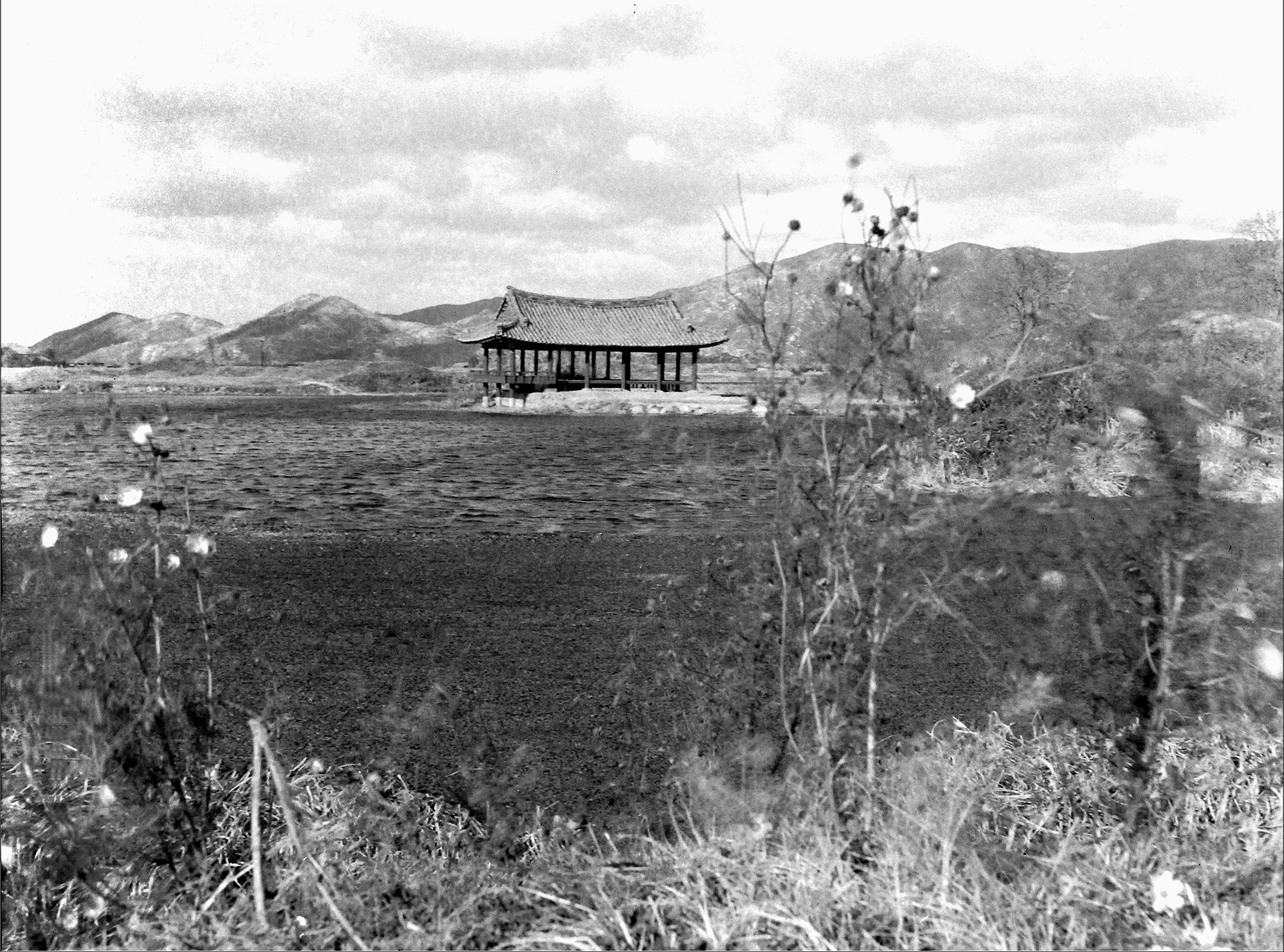
1954년 모습
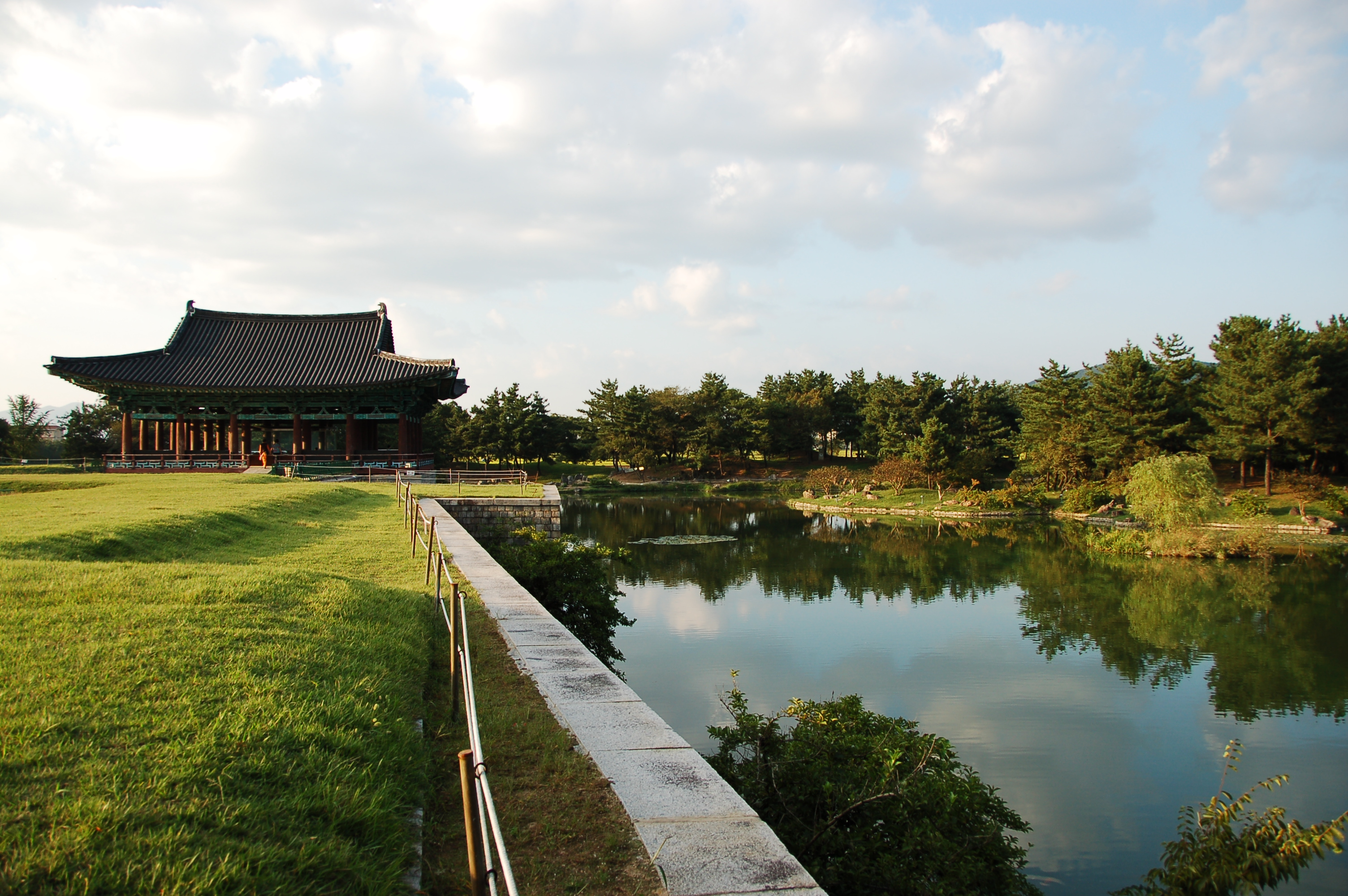
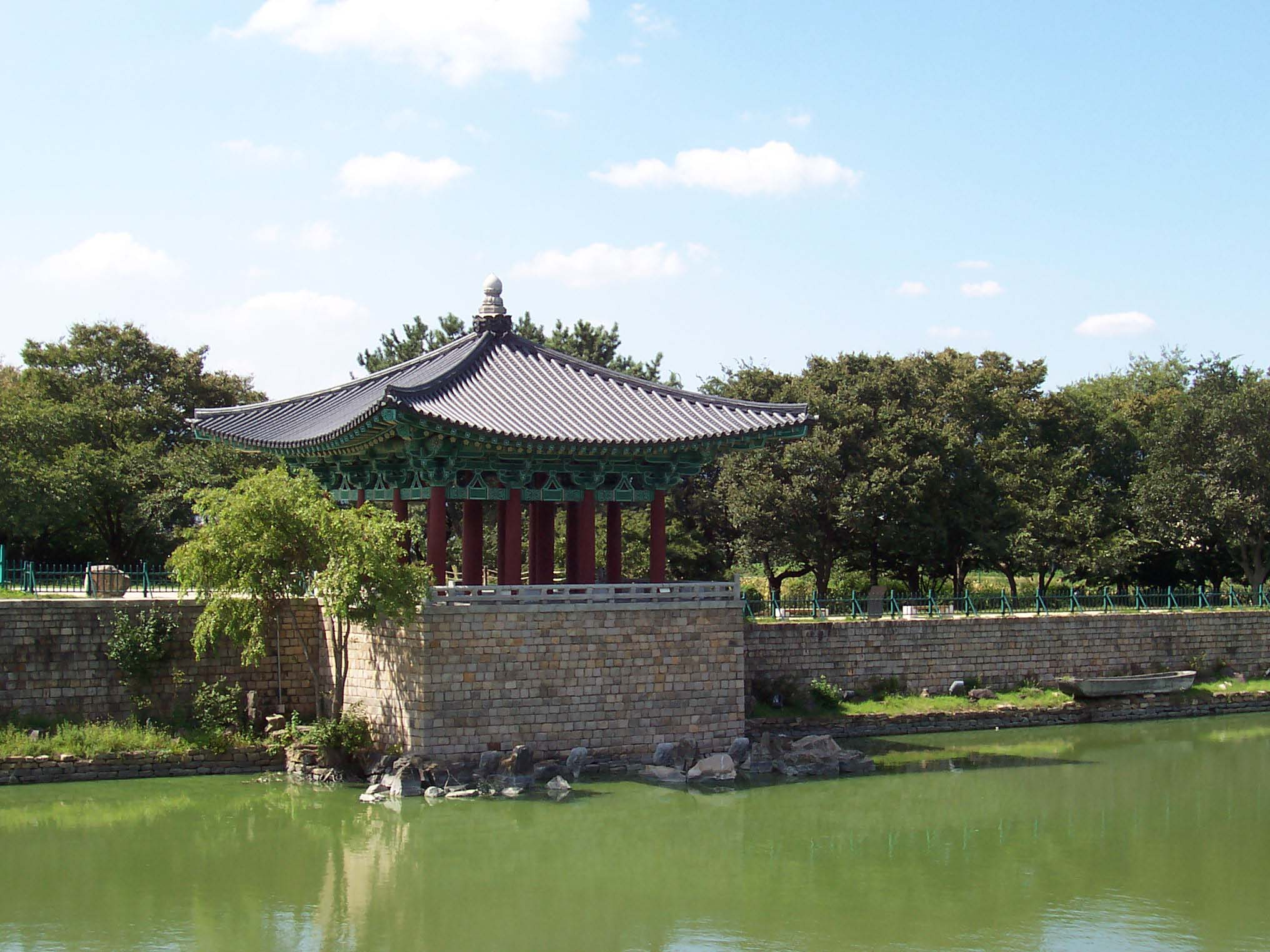
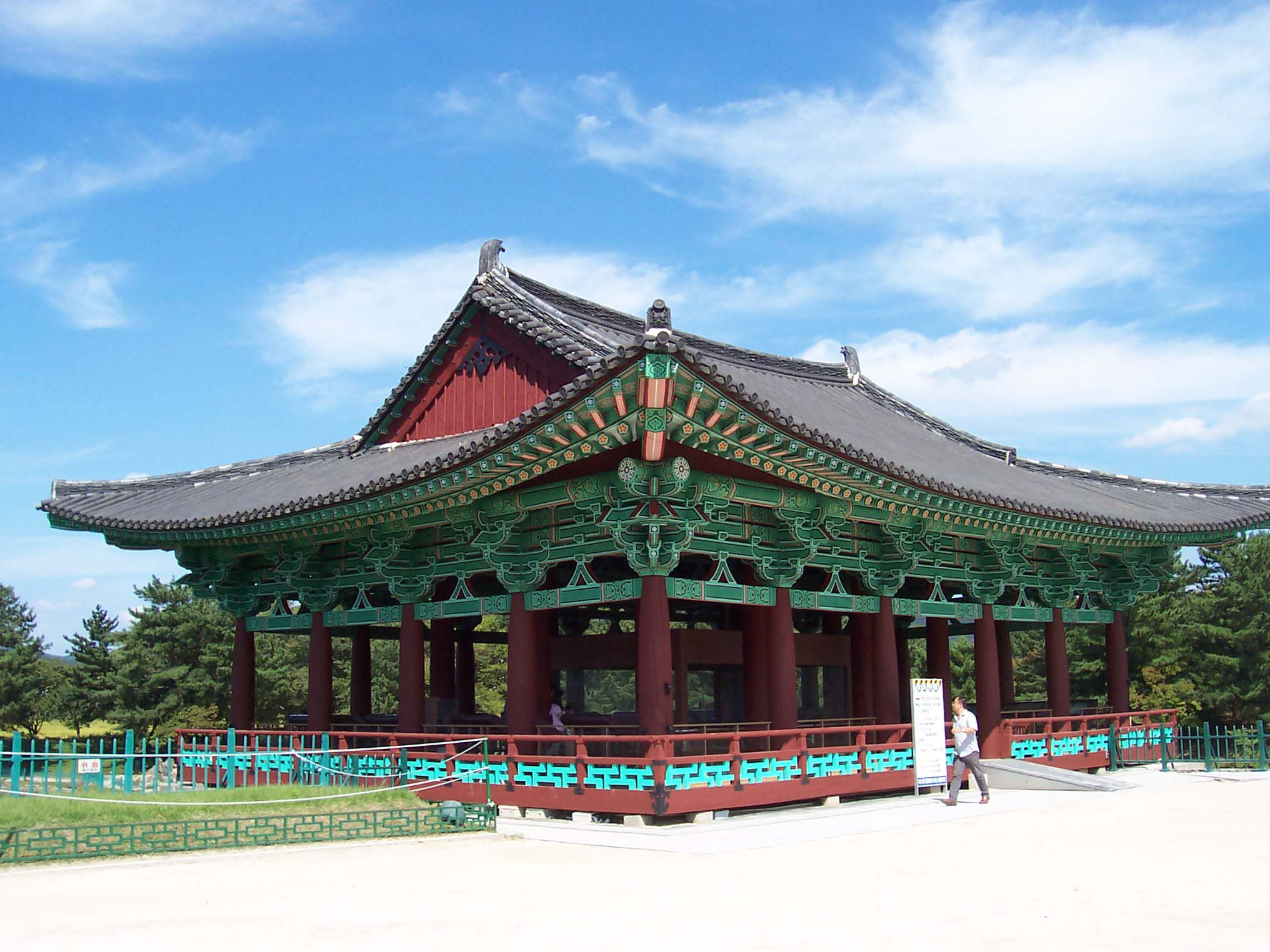
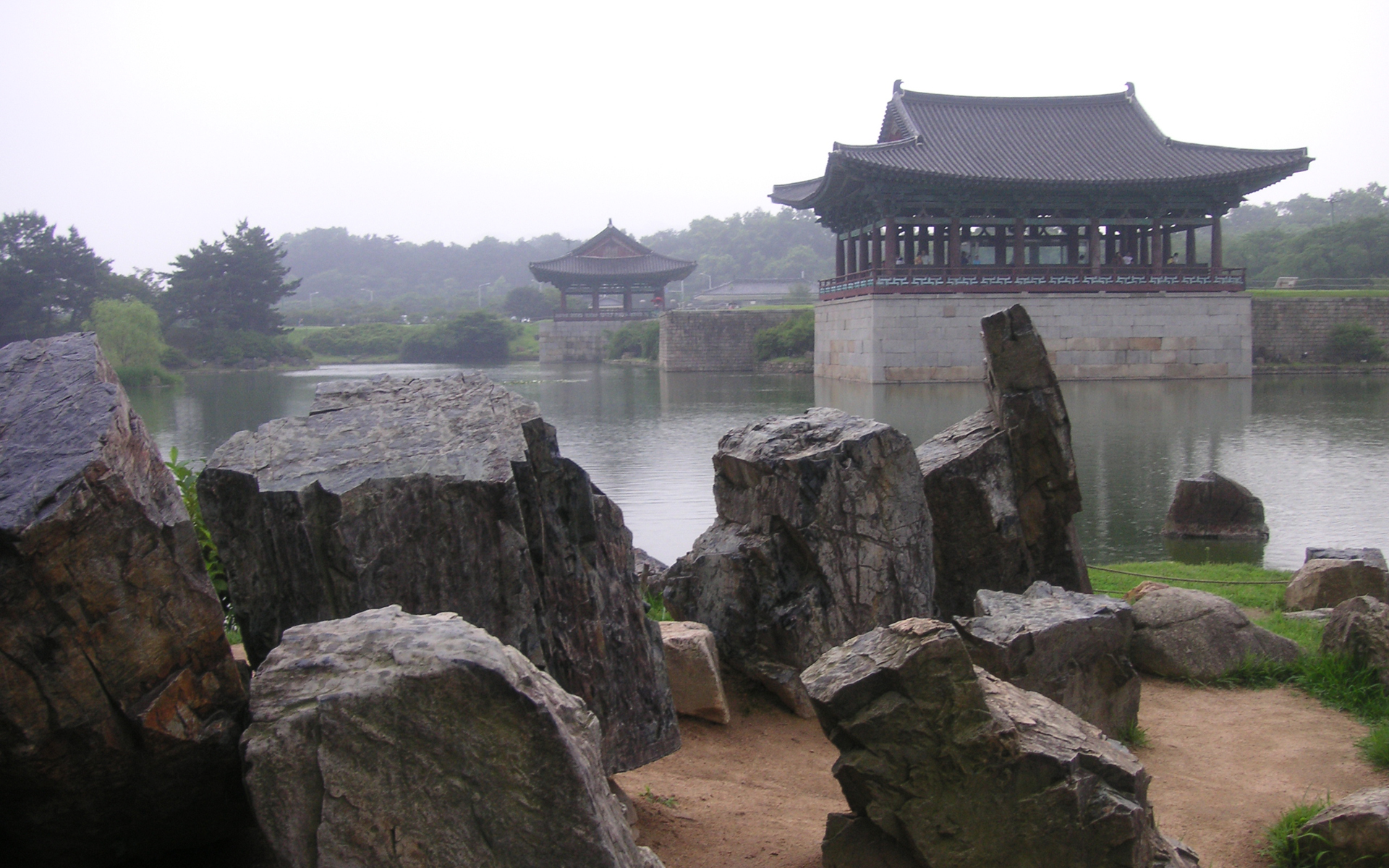
경주 월성 방향을 바라보는 석축
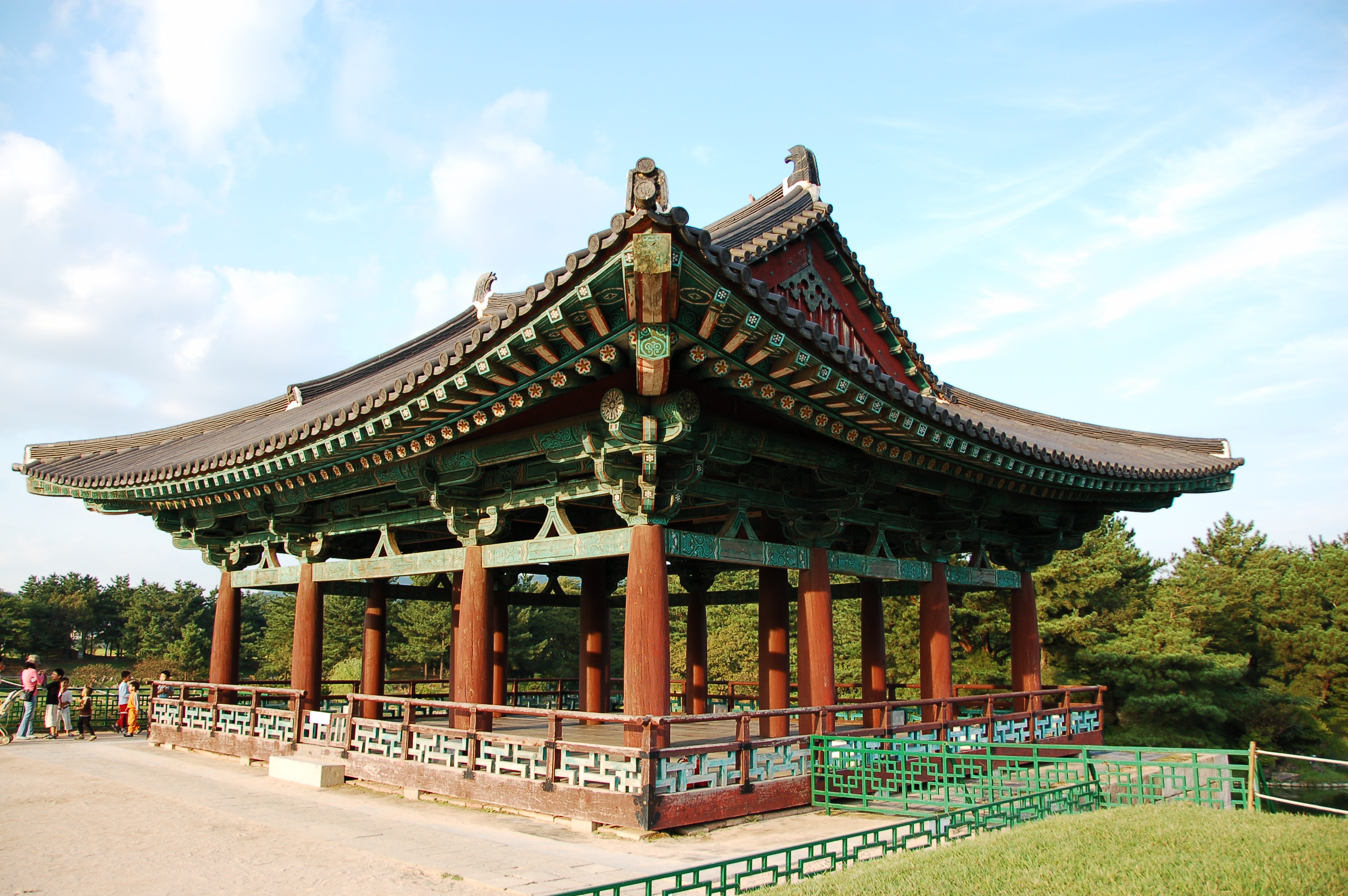
복원된 전각
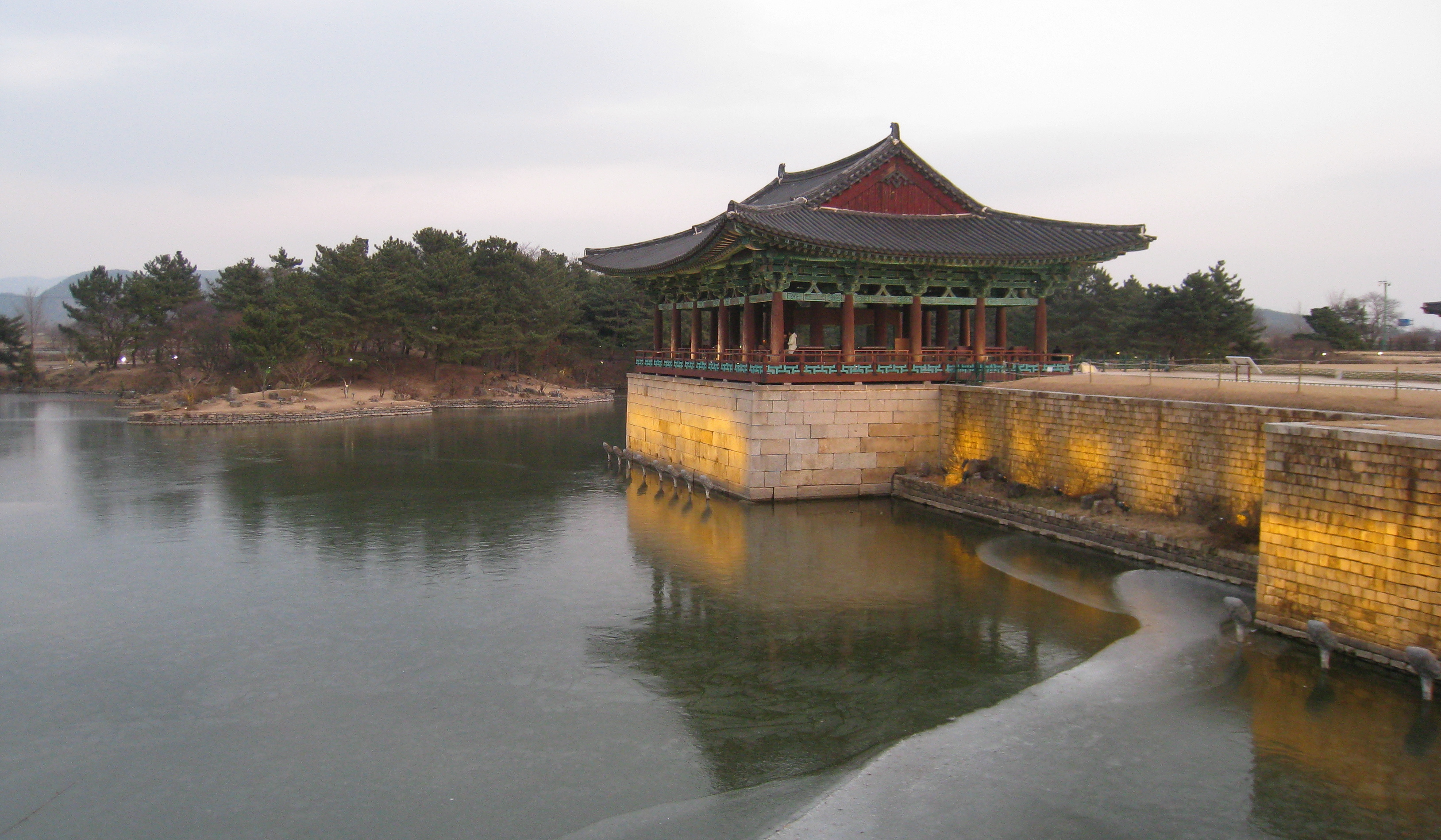
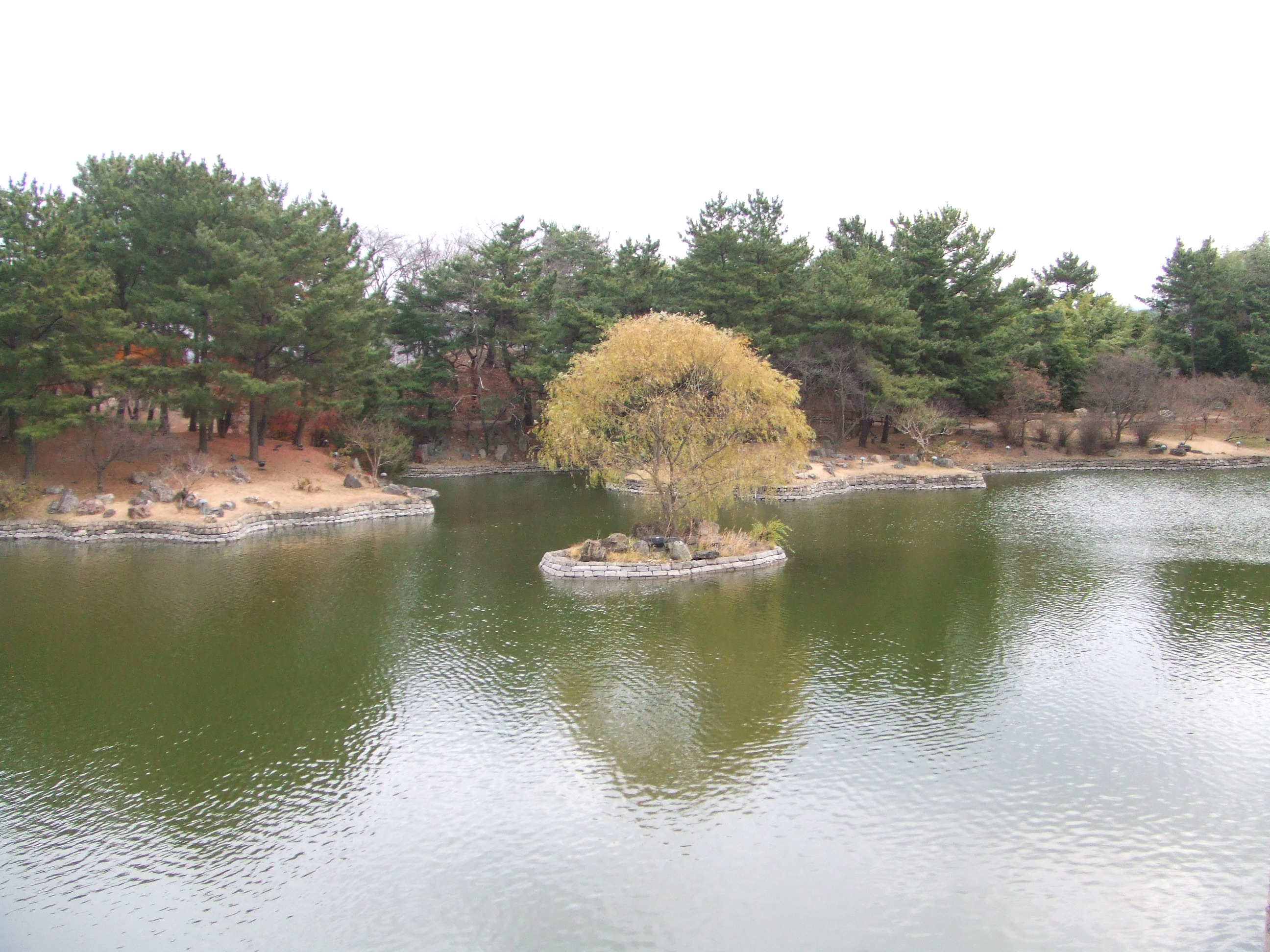
월지
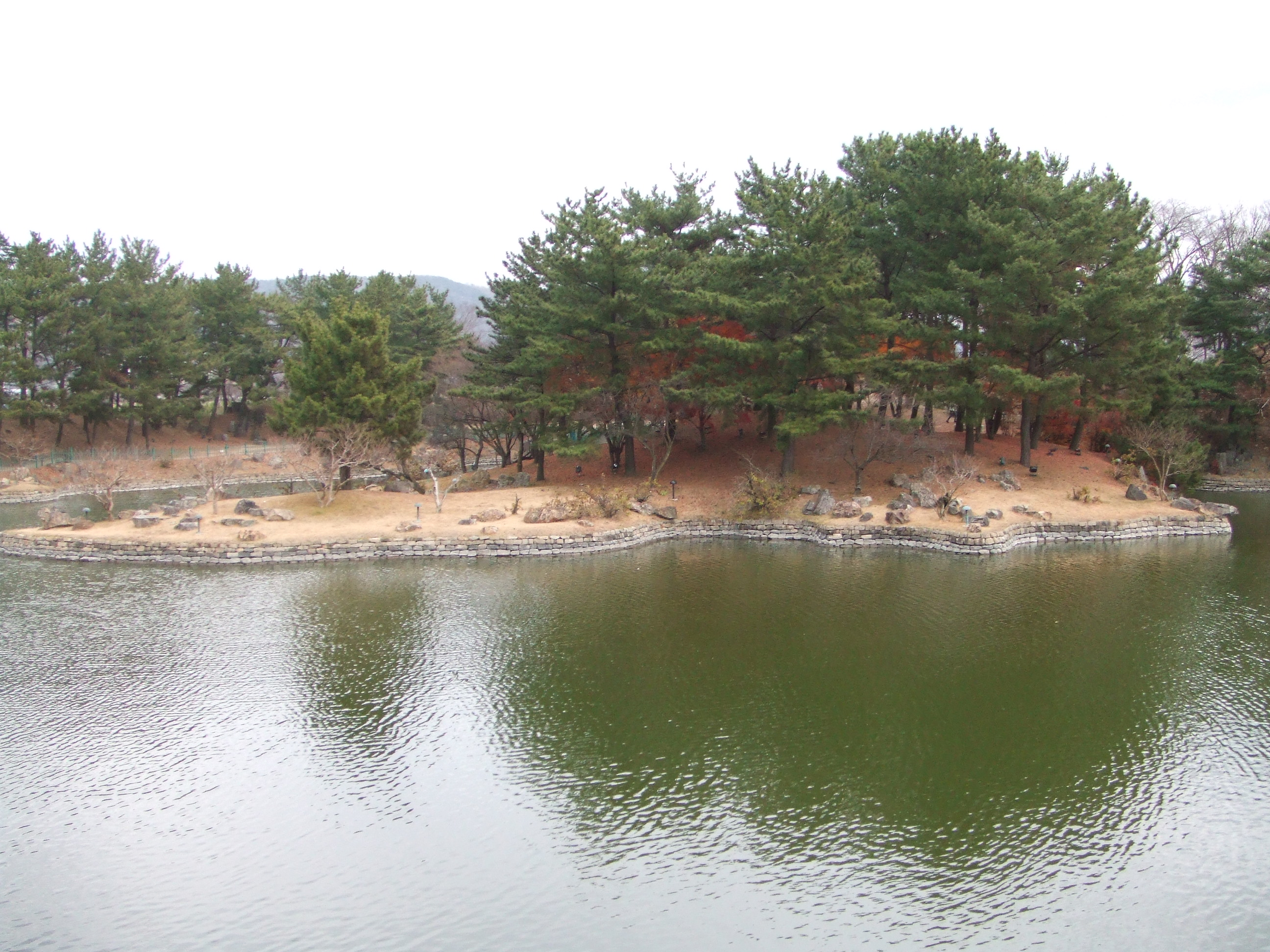
월지
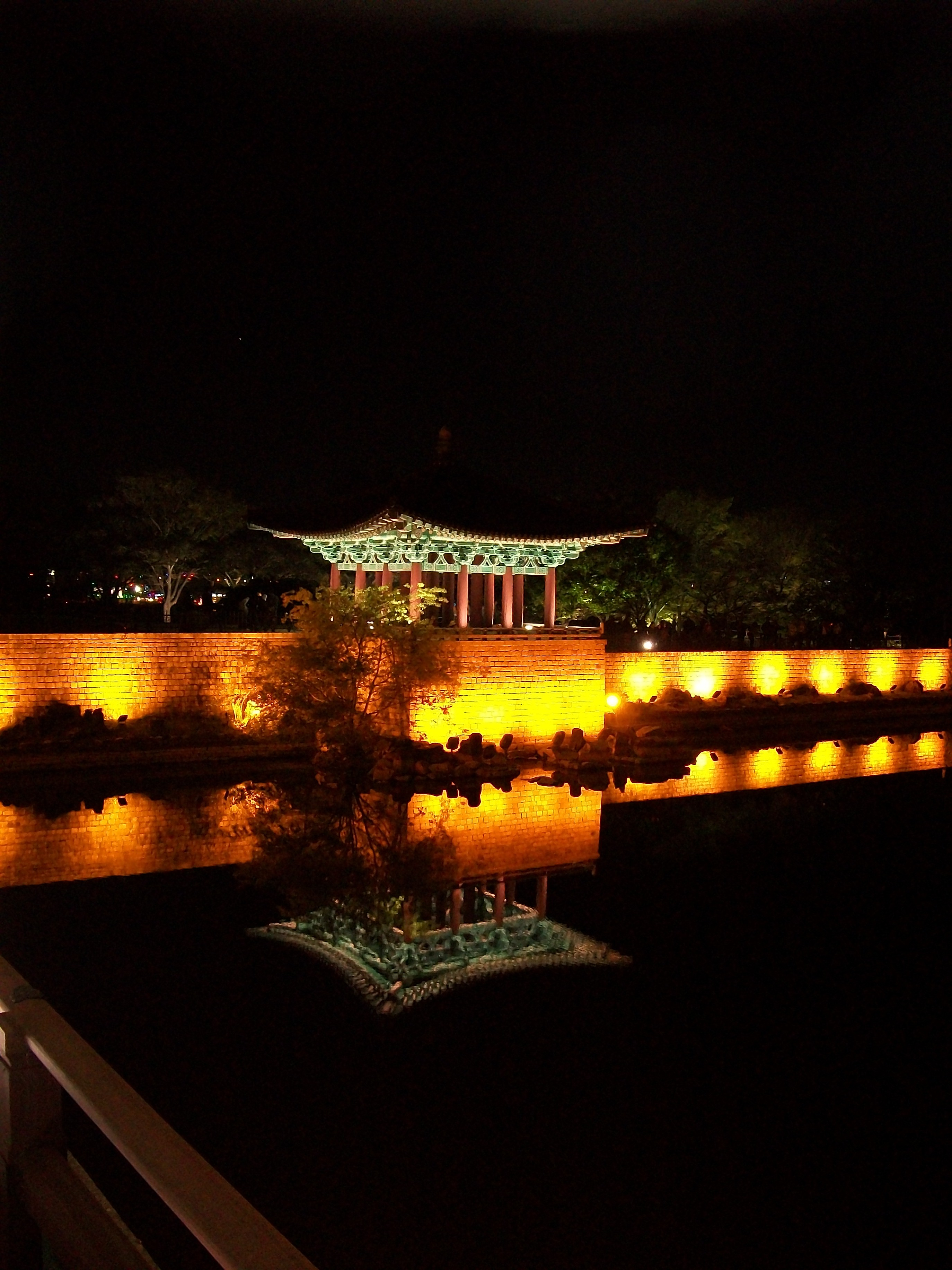
야경
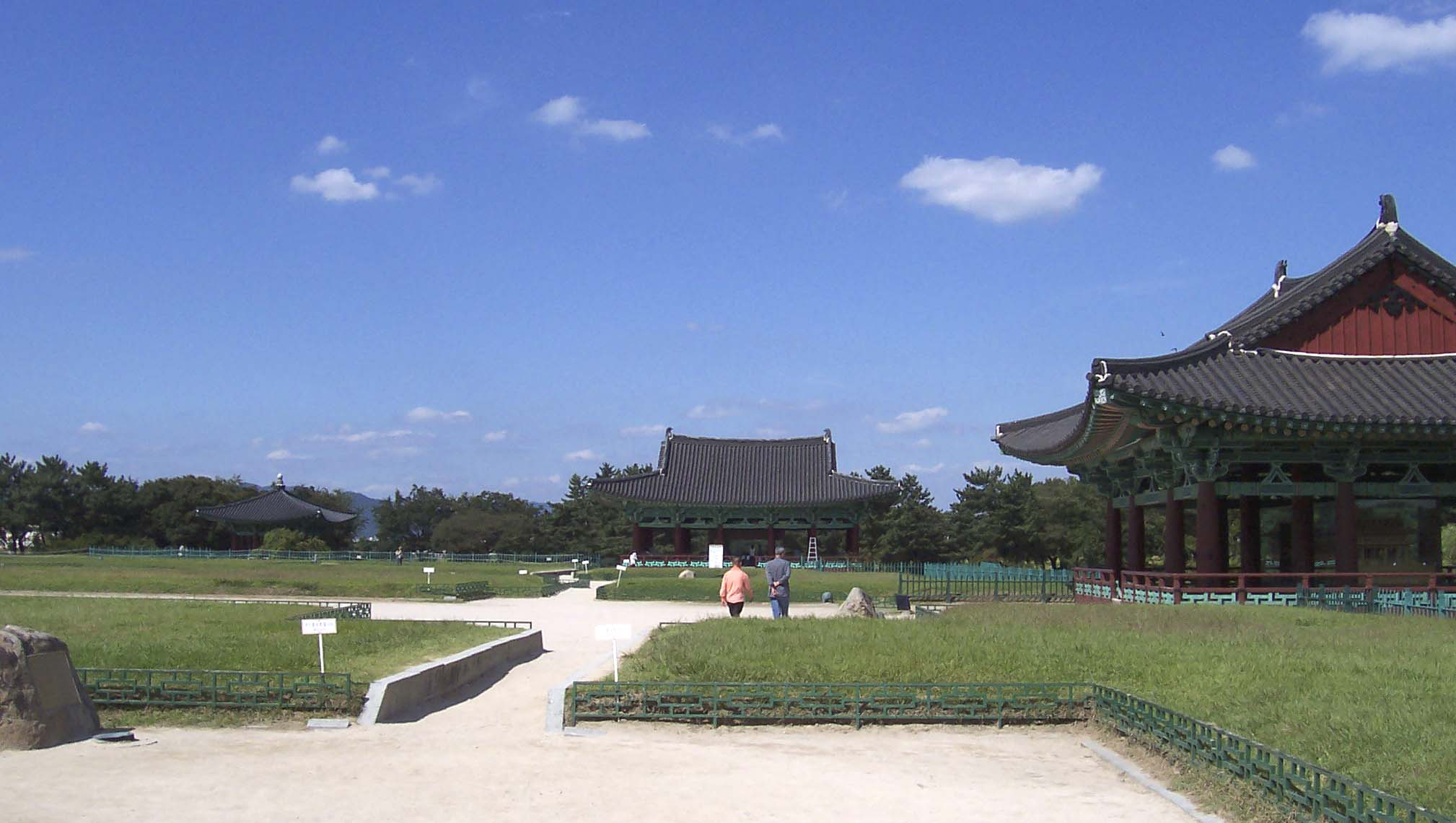
입구에서 바라본 모습
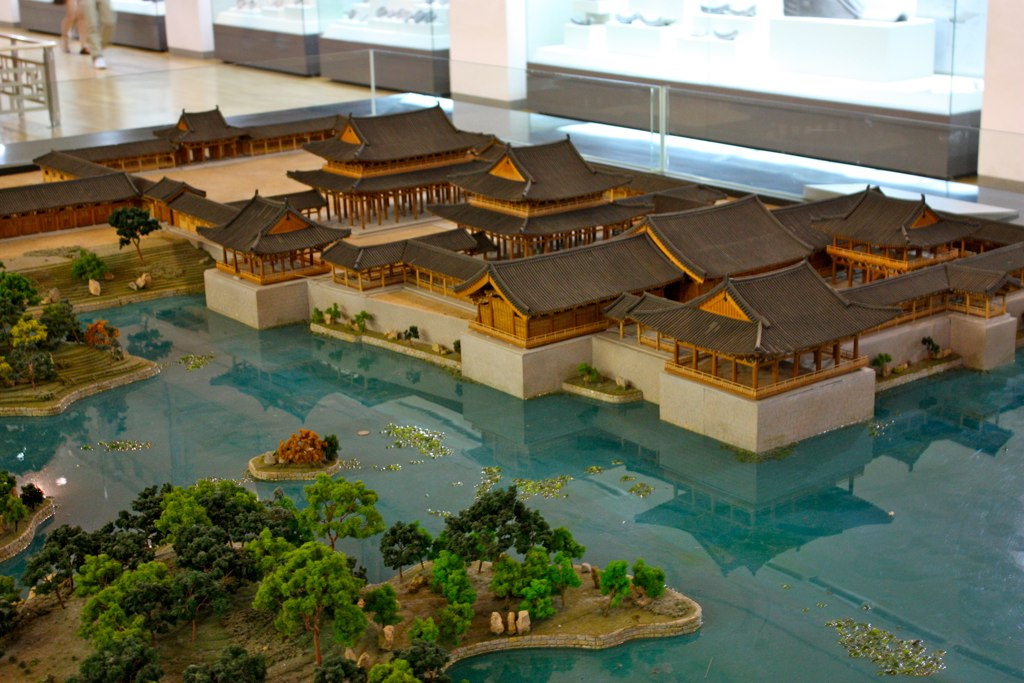
동궁과 월지 모형 복원도. 옆에서 바라본 모습.
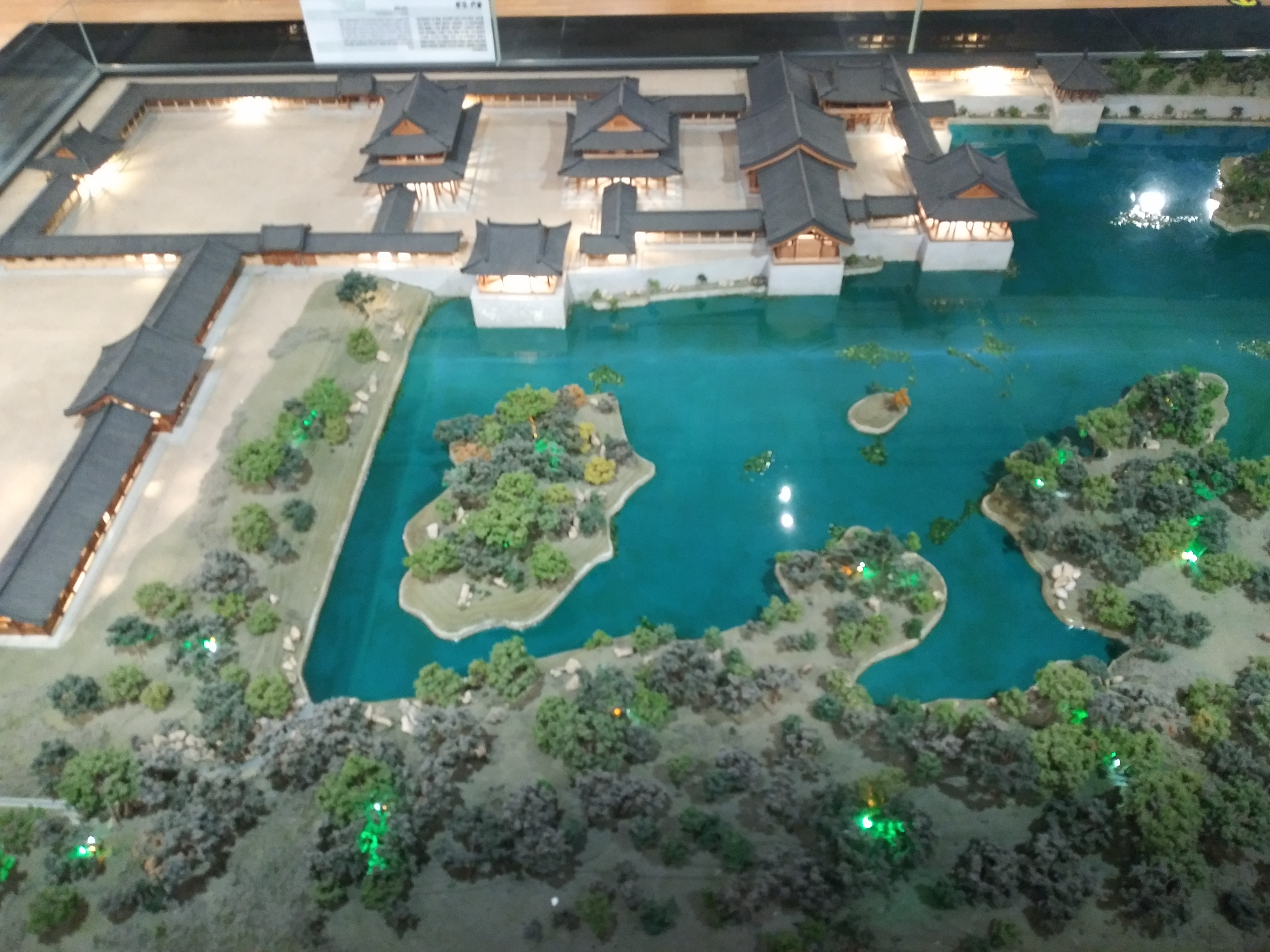
동궁과 월지 모형 복원도. 위에서 바라본 모습.

### 주해
1. ↑  좁고 길게 연달아 도랑 모양으로 축조한 벽·기둥 밑의 기초를 말한다.
2. ↑  암거시설이란 지하에 고랑을 파서 물을 빼는 시설을 말한다.

## 같이 보기
- 경주 월성
- 국립경주문화재연구소

## 참고 자료
- 국립경주문화재연구소, 이종훈 외 (2020년 7월 16일). 《통일신라의 궁원지, 동궁과 월지의 조사와 연구》. 국립경주문화재연구소. ISBN 978-89-299-1879-8.